# David Hazzard

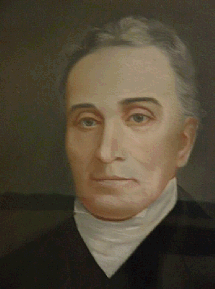

David Hazzard (18 de maio de 1781 - 8 de julho de 1864) foi um político norte-americano que foi governador do estado do Delaware, no período de 1830 a 1833.